# No puedo más (canción de Caló)
No puedo más es una canción interpretada por el quinteto musical mexicano de dance y rap Caló, incluida originalmente en su álbum debut de estudio titulado Lengua de hoy (1990). Esta canción fue lanzada por la discográfica Polydor como el segundo  sencillo del disco de la banda en 1991.

## Otros datos
Esta canción es considerada un clásico en la música pop y rap mexicana y latinoamericana de igual forma junto con otros éxitos noventeros de la época.
En 2023 la canción también formó parte la gira musical 90's Pop Tour junto con otros de sus más grandes éxitos musicales, compartiendo escenario con otras bandas más como OV7, Magneto, Kabah y otros artistas musicales.

## Video musical
Fue grabado y lanzado en 1990. Se muestra a los integrantes y a sus bailarines cantando la camcion en vivo y se escuchan gritos y aplausos.